# Milicz (gemeente)
De gemeente Milicz is een stad- en landgemeente in het Poolse woiwodschap Neder-Silezië, in powiat Milicki.
De zetel van de gemeente is in Milicz.
Op 30 juni 2004 telde de gemeente 24 308 inwoners.

## Oppervlakte gegevens
In 2002 bedroeg de totale oppervlakte van gemeente Milicz 435,61 km², waarvan:
- agrarisch gebied: 41%
- bossen: 43%

De gemeente beslaat 60,92% van de totale oppervlakte van de powiat.

## Demografie
Stand op 30 juni 2004:
| Omschrijving                   | Totaal | Totaal | Vrouwen | Vrouwen | Mannen | Mannen |
| ------------------------------ | ------ | ------ | ------- | ------- | ------ | ------ |
| eenheid                        | aantal | %      | aantal  | %       | aantal | %      |
| inwoners                       | 24 308 | 100    | 12 224  | 50,3    | 12 084 | 49,7   |
| bevolkingsdichtheid (inw./km²) | 55,8   | 55,8   | 28,1    | 28,1    | 27,7   | 27,7   |

In 2002 bedroeg het gemiddelde inkomen per inwoner 1274,61 zł.

## Aangrenzende gemeenten
Cieszków, Jutrosin, Krośnice, Odolanów, Pakosław, Rawicz, Sośnie, Sulmierzyce, Trzebnica, Zawonia, Zduny, Żmigród